# Trichoterga
Trichoterga är ett släkte av tvåvingar. Trichoterga ingår i familjen svampmyggor.
Kladogram enligt Catalogue of Life:
| Trichoterga | \| \| Trichoterga incisurata \| \| \| \| \| \| Trichoterga monticola \| \| \| \| |
|             | \| \| Trichoterga incisurata \| \| \| \| \| \| Trichoterga monticola \| \| \| \| |
|             | Trichoterga incisurata                                                           |
|             |                                                                                  |
|             | Trichoterga monticola                                                            |
|             |                                                                                  |